# Jan Alexander Hohmann
Jan Alexander (Jan) Hohmann, Hohmann ook gespeld als Hohman, (Etten-Leur, 6 mei 1896 – Oosterhout (Noord-Brabant), 15 september 1967) was een Nederlands kunstschilder, tekenaar, aquarellist, etser en illustrator.

## Levensloop
Hij was zoon van geneeskundige Franciscus Bernardus Antonius Maria Hohmann en Antonetta Petronella Neervaart. Hij volgde een opleiding aan de Rijksnormaalschool voor Teekenonderwijzers in Amsterdam, waar hij les kreeg van Charles Bakker en Jan Visser jr. Ook volgde hij in Amsterdam een opleiding een de Rijksakademie van beeldende kunsten, waar hij les kreeg van Johannes Hendricus Jurres en Nicolaas van der Waay. In 1918 vestigde hij zich in Breda, waar hij tot 1941 woonde. In deze stad werd hij lid van de in 1933 opgerichte Bredase Kunstkring. Op latere leeftijd woonde hij het Brabantse Oosterhout, waar hij in 1967 op 71-jarige leeftijd overleed.

## Werk
Hohmann werkte in een figuratieve stijl. Tot zijn onderwerpen behoren onder meer: arbeidersvoorstellingen, landschappen, interieurs, figuurvoorstellingen, portretten en stillevens.
- Biografisch Portaal: 06711547
- RKD-Nederlands Instituut voor Kunstgeschiedenis: 116869